# Marsdenia linearis
Marsdenia linearis är en oleanderväxtart som beskrevs av Joseph Decaisne. Marsdenia linearis ingår i släktet Marsdenia och familjen oleanderväxter.

## Underarter
Arten delas in i följande underarter:
- M. l. brevifolia
- M. l. latifolia